# Simon Zimbardo
Simon Zimbardo (* 1971 in Kassel) ist ein deutscher Schlagzeuger, Fotograf und Musikpädagoge.

## Leben
Simon Zimbardo studierte Schlagzeug in der Universität Kassel und der Hochschule für Musik Mainz, wo er 1998 mit Diplom für Jazz/jazzverwandte Musik abschloss. Anschließend absolvierte er den Studiengang „Popularmusik“ der Hochschule für Musik und Theater Hamburg. Er gewann mehrere Erste Preise beim Landes- und Bundeswettbewerb „Jugend jazzt“, sowohl als Solist, als auch mit dem Quintett „Naima“ mit Christian Weidner (sax), Christian Meyers (tp), Markus Horn (p) und Hanns Höhn (b). Konzerttourneen für das Goethe-Institut und den Deutschen Musikrat führten ihn gemeinsam mit dem Quintett in mehrere Länder Europas und Südostasiens.
Parallel zum Studium spielte er in verschiedenen Ensembles, u. a. im Quartett mit Corinna Danzer und Martin Lejeune. Als Drummer im hessischen Landesjugend-Jazzorchester wurde er von 1993 bis 1997 von Dozenten wie John Clayton, Jiggs Whigham, Michael Küttner und Ray Brown ausgebildet und begleitete Solisten wie Albert Mangelsdorff, Don Menza, Dee Daniels, Silvia Droste, Tony Lakatos, Randy Brecker, Bill Ramsey und Ack van Rooyen.
Mit dem Ensemble konzertierte er in ganz Deutschland sowie in Ungarn, Malaysia, Singapur, Indonesien und Vietnam.
Gemeinsam mit dem Bassisten Hanns Höhn und dem Pianisten Markus Horn spielte er bei Jazz-Sinfonik- und Filmmusik-Projekten mit philharmonischen Orchestern aus Deutschland, Ungarn und Rumänien.
Weitere Einflüsse schöpfte er aus Meisterkursen und Begegnungen mit Terry Bozzio, Peter Erskine, Jeff Hamilton, Udo Dahmen und Matt Wilson.
Simon Zimbardos musikalischer Schwerpunkt liegt im Bereich Big Band, diversen Jazzbesetzungen und in der Begleitung von Künstlern und Ensembles live und im Studio. Er spielte bei zahlreichen Theater- und Musicalproduktionen in deutschen Großstädten. Zwischen 1999 und 2005 dirigierte er die Darmstädter Downtown-Bigband, anschließend andere Bigbands im Rhein-Main-Gebiet. In Mainz ist er Schlagzeuger des m.s.schmitt-jazzorchesters, das Kompositionen und Bearbeitungen des Saxophonisten und Arrangeurs Martin Schmitt live und im Studio vertont.
Im Jahre 2006 schrieb der Seligenstädter Organist und Komponist Thomas Gabriel „Momo“, ein abstraktes Konzert in zwölf Bildern für Kirchenorgel und Drumset, das von Gabriel und Zimbardo mehrfach in ganz Deutschland aufgeführt wurde. Eine Reihe von weiteren gemeinsamen Projekten, CD-Produktionen und Uraufführungen von Thomas Gabriels Kompositionen folgten.
Seit 2008 spielt Simon Zimbardo gemeinsam mit dem Bassisten Ralf Cetto im Trio mit der aserbaidschanischen Pianistin und Sängerin Aziza Mustafa Zadeh. Konzertreisen führten das Trio durch Deutschland sowie nach England, Luxemburg, die Schweiz, Serbien, Zypern, Österreich, die Türkei und Aserbaidschan. Während einer Tournee durch Europa im Jahre 2009 trat das Trio u. a. beim Jazzfestival in Montreux auf. Eine ARD-Dokumentation über Aziza Mustafa Zadeh zeigt große Teile eines Konzerts des Trios in Basel im Dezember 2009; Der Film wurde seither mehrfach auf ARTE ausgestrahlt.
Simon Zimbardo war von 2003 bis 2023 Dozent für Rock/Pop/Jazz-Schlagzeug am Peter-Cornelius-Konservatorium der Stadt Mainz.
Als Fotograf ist Simon Zimbardo seit seiner Jugend aktiv, gründete 2010 ein eigenes Fotostudio und spezialisierte sich hauptsächlich auf Peoplefotografie. Durch seine Mitwirkung beim internationalen Modedesign-Wettbewerb Frankfurt Style Award und anderen Aktivitäten gelang ihm eine breite Vernetzung in der Szene.

## Diskographische Hinweise
- Bach (2010) m.s.schmitt jazzorchester (Bach – Bearbeitungen für Jazzorchester)
- Väter (2010) Die Schmachtigallen (DVD-Live-Mitschnitt)
- Junia (2010) Thomas Gabriel
- A Touch Of Blue (2010) Ensemble Bluesette
- PopCHORn Live (2009) PopCHORn (DVD-Live-Mitschnitt)
- Tribute to Sammy and Billy (2009) m.s.schmitt jazzorchester
- HHQ (2009) Heiko Hubmann Quartett
- Simeon (2007) Thomas Gabriel
- Gepriesen sei der Herr (2006) Thomas Gabriel (Die “Saarbrücker Messe” – Neue Gesänge für die Liturgie. Die Kompositionen entstanden anlässlich des Abschlussgottesdiensts des 96. Deutschen Katholikentages 2006.)
- So wird’s nie wieder sein (2006) Polizeiorchester Rheinland-Pfalz
- Saxophon spielen – mein schönstes Hobby, Band 2 (2006) Dirko Juchem
- live (2005) Black & White (Jugendchor im MGV Klein-Winternheim)
- Saxophon spielen – mein schönstes Hobby, Band 1 (2005) Dirko Juchem
- Choreley (2001) Kultursommer Rheinland-Pfalz (erschienen bei Schott Music International)
- Vertigo (1998) Naima
- Jazzmädchen-Report (1998) Corinna Danzer / Martin Lejeune-Quartett
- Christmas goes Jazz (1996) Jazzchor des Deutschen Sängerbundes
- Celebration live (1995) Landesjugendjazzorchester Hessen
- Magic Morning (1993) Landesjugendjazzorchester Hessen (mit Dee Daniels und Randy Brecker)